# 東漸寺 (細川氏)
東漸寺（とうせんじ、生年不詳〜天文5年（1536年）8月29日）は、戦国時代の僧。東禅寺とも。細川政春の養子。

## 概要
東漸寺とは養父・細川政春の菩提寺である。永正5年（1508年）に政春の唯一の子・細川高国が細川京兆家の家督を継承したため、細川野州（房州）家の家督を継ぐ者が不在となってしまった。また、この頃政春は出家しており、年齢も60歳であった。そのため、政春の最大の課題は野州（房州）家の家督継承者を確保することであり、永正12年（1515年）10月に政春が備中守護となったタイミングで養子として迎えられたのが東漸寺であったと考えられる。
永正13年（1516年）8月に政春の実子・細川晴国が生まれると、東漸寺は父の菩提寺にて住持となり、晴国が寺院（神護寺など）と交渉する際に重要な役割を担うようになった。
本願寺の証如は、『天文日記』天文5年（1536年）8月29日条にて、晴国が摂津国天王寺で自害した際に「八郎（晴国）兄弟（東禅寺事歟）」も共に自害したと記している。貞享2年（1685年）に編纂された「細川之系図」にも「某、（晴国と）同自害」とある。